# المعر
ال معر یک منطقهٔ مسکونی در یمن است که در استان ابین واقع شده‌است.